# 烈山墓地
烈山墓地，位于中國西藏自治区林芝市朗县金东乡列村，是吐蕃时期的墓地。

## 简介
烈山墓地位于西藏自治区朗县金东乡列村以东的山坡上。墓地范围大约50万平方米。经过考古发掘，共发现封土墓184座，墓葬分布十分密集，主要集中在东、西两个区。东区共有墓162座，西区共有墓22座。封土占地面积700平方米以上的大型墓共有23座；700平方米以下的中型墓共有74座；90平方米以下的小型墓共有56座。墓葬中封土最大者，边长66米，封土最高达到14米。墓葬封土的平面形状主要包括梯形、圆形、方形、亚字形、方圆复合形等等类别。墓葬主要采用典型的藏式建筑风格的夹石、夹木夯筑方法建造。墓葬分布范围内，还发现建筑、祭祀、石碑座等遗迹。
烈山墓地的规模和墓葬数量在西藏自治区境内罕见，可能是一处吐蕃赞普级别的墓区。